# Spichlerz w Galowicach

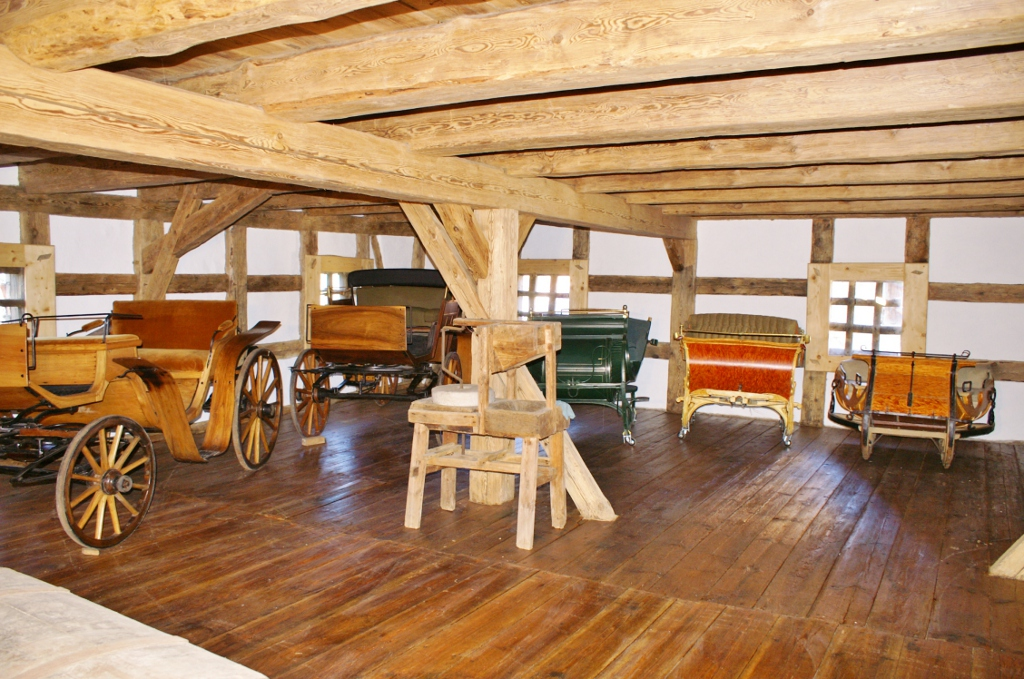
Muzeum powosów i wsi śląskiej w Galowicach, ekspozycja powozów we wnętrzu

Szachulcowy spichlerz zbożowy w Galowicach – Szachulcowy spichlerz z ok. 1727 r. 
Obiekt zabytkowy wpisany do rejestru zabytków.
Budynek pochodzi z około. 1727 r., znajduje się we wsi Galowice położonej w województwie dolnośląskim, w powiecie wrocławskim, w gminie Żórawina.
Obiekt wraz z zabytkową murowaną brama wjazdową do folwarku stanowi najstarszy element dawnego założenia dworsko-folwarcznego.
Jest to ostatni na Dolnym Śląsku tej wielkości spichlerz szachulcowy. Obiekt stanowi unikatowy przykład zabytkowej architektury drewnianej.
Założony jest na planie prostokąta o wymiarach ok. 26/12,5 m. Spichlerz posiada trzy kondygnacje magazynowe, zwieńczone dwukondygnacyjnym mansardowym dachem typu polskiego. Zaadaptowane obecnie na cele ekspozycyjne.
Obecnie dzięki połączeniu zabytkowych wnętrz z eksponowaną bogatą kolekcją powozów i sprzętów podjęte działania adaptacyjno-konserwatorskie nie tylko uratowały, ale i stworzyły unikatowy w skali Polski jak i Europy obiekt.

## Historia obiektu
- około. 1727 r. – budowa obiektu w ramach założenia folwarcznego,
- do 1945 r. – właścicielami folwarku była rodzina von Lieres und Wilkau
- 1949-1991 r. – budynek magazynowy w ramach Państwowego Gospodarstwa Rolnego w Galowicach
- 1998 r. – Skarb Państwa sprzedał zdewastowany spichlerz.
- od 2002 r. – spichlerz znajduje się pod opieką fundacji Gallen
- w latach 2004-2010 r. – prowadzone były prace konserwatorskie rewaloryzacji zabytkowego spichlerza według projektu Macieja Małachowicza
- 2010 r. – Fundacja Gallen zakończyła prace konserwatorskie i rewitalizację spichlerza.